# Гайд-Парк (містечко, Вермонт)
Гайд-Парк (англ. Hyde Park) — місто (англ. town) в США, в окрузі Ламойлл штату Вермонт. Населення — 3020 осіб (2020).

## Демографія
Згідно з переписом 2010 року, у місті мешкали 2954 особи в 1214 домогосподарствах у складі 806 родин. Було 1372 помешкання
Расовий склад населення:
| - 96,1 % — білих - 0,8 % — чорних або афроамериканців - 0,4 % — корінних американців - 0,4 % — азіатів |

До двох чи більше рас належало 1,7 %. Частка іспаномовних становила 1,0 % від усіх жителів.
За віковим діапазоном населення розподілялося таким чином: 23,2 % — особи молодші 18 років, 61,6 % — особи у віці 18—64 років, 15,2 % — особи у віці 65 років та старші. Медіана віку мешканця становила 41,4 року. На 100 осіб жіночої статі у місті припадало 94,9 чоловіків;  на 100 жінок у віці від 18 років та старших — 93,7 чоловіків також старших 18 років.
Середній дохід на одне домашнє господарство  становив 64 681 долар США (медіана — 55 170), а середній дохід на одну сім'ю — 76 246 доларів (медіана — 67 326). Медіана доходів становила 43 092 долари для чоловіків та 37 309 доларів для жінок. За межею бідності перебувало 8,6 % осіб, у тому числі 14,2 % дітей у віці до 18 років та 8,3 % осіб у віці 65 років та старших.
Цивільне працевлаштоване населення становило 1558 осіб. Основні галузі зайнятості: освіта, охорона здоров'я та соціальна допомога — 26,8 %, мистецтво, розваги та відпочинок — 15,9 %, роздрібна торгівля — 11,5 %, будівництво — 11,3 %.